# Приозернівська сільська рада
Приозе́рнівська сільська́ ра́да — адміністративно-територіальна одиниця та орган місцевого самоврядування в Ленінському районі Автономної Республіки Крим. Адміністративний центр — село Приозерне.

## Загальні відомості
- Населення ради: 3 179 осіб (станом на 2001 рік)

## Населені пункти
Сільській раді підпорядковані населені пункти:
- с. Приозерне

## Склад ради
Рада складається з 20 депутатів та голови.
- Голова ради: Івченко Володимир Трофимович
- Секретар ради: Муртазаєва Ельвіра Муніровна

### Керівний склад попередніх скликань
| Прізвище, ім'я, по батькові  | Основні відомості                                                 | Дата обрання | Дата звільнення |
| ---------------------------- | ----------------------------------------------------------------- | ------------ | --------------- |
| Чорний Анатолій Миколайович  | Сільський голова, 1948 року народження, член Партії регіонів      | 26.03.2006   | 31.10.2010      |
| Івченко Володимир Трофимович | Сільський голова, 1950 року народження, освіта вища, безпартійний | 31.10.2010   |                 |

Примітка: таблиця складена за даними сайту Верховної Ради України

### Депутати
За результатами місцевих виборів 2010 року депутатами ради стали:

#### За суб'єктами висування
| Суб'єкт висування | Кількість обраних депутатів | %  |
| ----------------- | --------------------------- | -- |
| Партія регіонів   | 17                          | 81 |
| Самовисування     | 4                           | 19 |

#### За округами
| № округу        | Прізвище, ім'я, по батькові       | Дата визнання обраним | Освіта             | Партійна приналежність | Відомості про обраного депутата                    |
| --------------- | --------------------------------- | --------------------- | ------------------ | ---------------------- | -------------------------------------------------- |
| Партія регіонів |                                   |                       |                    |                        |                                                    |
| 1               | Філіпченко Катерина Григорівна    | 03.11.2010            | середня спеціальна | член Партії регіонів   | пенсіонер                                          |
| 2               | Синявська Наталя Володимирівна    | 03.11.2010            | середня спеціальна | член Партії регіонів   | дошкільний навчальний заклад «Ромашка», вихователь |
| 3               | Опанасенко Ірина Олександрівна    | 03.11.2010            | вища               | член Партії регіонів   | Керченська виправна колонія, зав. канцелярії       |
| 4               | Клімовець Володимир Михайлович    | 03.11.2010            | середня            | член Партії регіонів   | Приозернівський комунгосп, тракторист              |
| 5               | Цуканова Галина Миколаївна        | 09.03.2011            | середня            | позапартійна           | ДУЗ «Ромашка», завгосп                             |
| 6               | Шевель Сергій Григорович          | 18.11.2010            | середня            | член Партії регіонів   | автобаза № 7 м. Керч, механік                      |
| 8               | Манукало Світлана Василівна       | 03.11.2010            | середня            | член Партії регіонів   | тимчасово не працює                                |
| 9               | Петрачук Микола Михайлович        | 03.11.2010            | середня спеціальна | член Партії регіонів   | приватний підприємець                              |
| 10              | Чорна Людмила Миколаївна          | 03.11.2010            | вища               | член Партії регіонів   | Приозернівська сільська рада, спеціаліст           |
| 11              | Пащук Ольга Анатоліївна           | 10.09.2012            | вища               | член Партії регіонів   | Приозерненська сільська рада, землевпорядник       |
| 12              | Єгорова Галина Юріївна            | 03.11.2010            | середня            | член Партії регіонів   | тимчасово не працює                                |
| 13              | Каржинов Вячеслав Анатолійович    | 03.11.2010            | вища               | член Партії регіонів   | ООО «Земля», головний бухгалтер                    |
| 14              | Князева Тетяна Михайлівна         | 03.11.2010            | вища               | член Партії регіонів   | Приозернівська сільська рада, секретар             |
| 15              | Андрікевич Станіслав Йосипович    | 03.11.2010            | вища               | член Партії регіонів   | СВК «Приозерне», голова правління                  |
| 18              | Аракаєв Рустем Серверович         | 03.11.2010            | середня            | член Партії регіонів   | СВК «Приозерне», водій                             |
| 20              | Кузнецов Віктор Дмитрович         | 03.11.2010            | середня            | член Партії регіонів   | тимчасово не працює                                |
| 21              | Самілик Юрій Іванович             | 03.11.2010            | середня            | член Партії регіонів   | Приозернівська амбулаторія, водій                  |
| Самовисування   |                                   |                       |                    |                        |                                                    |
| 7               | Задорожний Анатолій Миколайович   | 03.11.2010            | середня спеціальна | позапартійний          | СВК «Приозерне», завгар                            |
| 16              | Джанікулова Ельміра Серверівна    | 03.11.2010            | вища               | позапартійна           | Приозернівська загальноосвітня школа, вчитель      |
| 17              | Муртазаєва Ельвіра Мунірівна      | 03.11.2010            | вища               | позапартійна           | тимчасово не працює                                |
| 19              | Емірасанов Сеітумер Сеітмеметович | 03.11.2010            | середня            | позапартійний          | тимчасово не працює                                |